# Mistrzostwa Polski w piłce siatkowej mężczyzn (1949)
Mistrzostwa Polski w piłce siatkowej mężczyzn 1949 – 14. edycja rozgrywek o mistrzostwo Polski w piłce siatkowej mężczyzn. Rozgrywki miały formę turnieju rozgrywanego w Warszawie.

## Klasyfikacja końcowa
| Miejsce | Drużyna          |
| ------- | ---------------- |
| 1.      | AZS Warszawa     |
| 2.      | AZS Wrocław      |
| 3.      | SKS Zryw Gdańsk  |
| 4.      | ZZK Olsza Kraków |